# 11852 Shoumen
11852 Shoumen è un asteroide della fascia principale. Scoperto nel 1988, presenta un'orbita caratterizzata da un semiasse maggiore pari a 2,3861177 UA e da un'eccentricità di 0,2306776, inclinata di 24,23702° rispetto all'eclittica.